# Stauning
Stauning is een plaats in de Deense regio Midden-Jutland, gemeente Ringkøbing-Skjern, en telt 344 inwoners (2008).